# Attalea minarum
Attalea minarum là loài thực vật có hoa thuộc họ Arecaceae. Loài này được (Balick, A.B.Anderson & Med.-Costa) Zona mô tả khoa học đầu tiên năm 2002.